# Festival Internacional de la Cultura de Boyacá 1992
La 20.ª edición del Festival Internacional de la Cultura de Boyacá, celebrada en la ciudad colombiana de Tunja, tuvo lugar entre el 22 y el 31 de mayo de 1992. En el acto inaugural que se realizó en la Plaza de Bolívar de Tunja, estuvieron presentes delegaciones diplomáticas de 20 países. Sin embargo, a lo largo del festival solamente 10 naciones presentaron distintas muestras culturales. La situación de orden público reinante en la época tuvo gran incidencia en este sentido, hasta el punto que impidió el arribo de grupos de música y teatro, principalmente.
Los eventos más destacados de esta edición fueron las presentaciones del coro de Cámara de la Escuela Superior de Música, pianistas estadounidenses, cine internacional, teatro, exposiciones de pintura y de libros. Un total de veinte conciertos, 15 obras de teatro y de títeres, dos funciones de teatro callejero, 25 proyecciones cinematográficas, tres muestras folclóricas, una muestra artesanal, diez películas de video, 15 exposiciones de fotografía, pintura, grabados y artesanías, tres talleres y una antología de la zarzuela fue el recuento de las actividades culturales presentadas.
Entre las obras de teatro destacadas: Quarteto y De Mortibus, del grupo Mapa Teatro, Los héroes que vencieron a todos menos al miedo, del Teatro Libélula Dorada, y el Huso de la Naciencia, de Acto Latino.
Venezuela estuvo representada por el Cuarteto Mozart. La embajada del Japón ofreció un taller de origami. Las embajadas de Israel, Brasil y Rumania realizaron una exposición de libros. China ofreció una exhibición de trajes típicos y arte popular. La representación de Boyacá estuvo a cargo de la Sinfónica de Vientos, el Coro de la Escuela Superior de Música y el Grupo Contemporáneo de Danzas Populares del Instituto de Cultura y Bellas Artes de Boyacá.
Diferentes escenarios de la ciudad fueron habilitados para realizar las presentaciones, entre los que se destacan el auditorio José Moser, la Sala de Conciertos de la Iglesia de San Ignacio, el Teatro Escuela Superior de Música y la Sala Estable de Títeres.

## Países Participantes
| País participante | Artista |
| ----------------- | ------- |
| Alemania          |         |
| Brasil            |         |
| China             |         |
| Colombia          |         |
| Estados Unidos    |         |
| Hungría           |         |
| India             |         |
| Japón             |         |
| Portugal          |         |
| Venezuela         |         |